# Тоска (фільм, 1973)
«Тоска» (італ. «La Tosca») — італійська музично-драматична кінокомедія режисера Луїджі Маньї, випущена 23 березня 1973 року.

## Сюжет
1800 рік, Італія. Художник Маріо Кавародоссі рятує від переслідувачів свого друга, який втік з в'язниці замку Сент-Анжело і тим самим піддає себе і свою кохану жінку Тоску смертельній небезпеки. У Тоску пристрасно закоханий і шеф поліції Скарпіа, який встановив стеження за Маріо.

## У ролях
| Моніка Вітті        | ···· | Флорія Тоска      |
| Джіджі Проєтті      | ···· | Маріо Кавародоссі |
| Умберто Орсіні      | ···· | Чезаре Анджелотті |
| Вітторіо Гассман    | ···· | Скарпіа           |
| Джанні Бонагура     | ···· | Шіарроне          |
| Альдо Фабріці       | ···· | губернатор        |
| Маріса Фаббрі       | ···· | королева Неаполю  |
| Фіоренцо Фіорентіні | ···· | Сполетта          |
| Нінетто Даволі      | ···· | Уссаро            |
| Альваро Віталі      | ···· | жебрак            |
| Гоффредо Пістоні    | ···· | ризничий          |

## Знімальна група
| Режисер    | ···· | Луїджі Маньї                  |
| Сценарій   | ···· | Луїджі Маньї, Віктор'єн Сарду |
| Продюсер   | ···· | Франко Комміттері, Уго Туччі  |
| Оператор   | ···· | Франко Ді Джакомо             |
| Композитор | ···· | Армандо Тровайолі             |
| Художник   | ···· | Даріо Чеккі, Лучія Мірісола   |
| Монтаж     | ···· | Руджеро Мастроянні            |